# Géographie du Laos
Le Laos est un pays enclavé d’Asie du Sud-Est, entre la Thaïlande au sud-ouest et le Viêt Nam à l’est, la Birmanie et la Chine au nord, et le Cambodge au sud. Sa situation en a souvent fait un État-tampon entre ses voisins, ainsi qu’un carrefour commercial.

## Topographie et relief

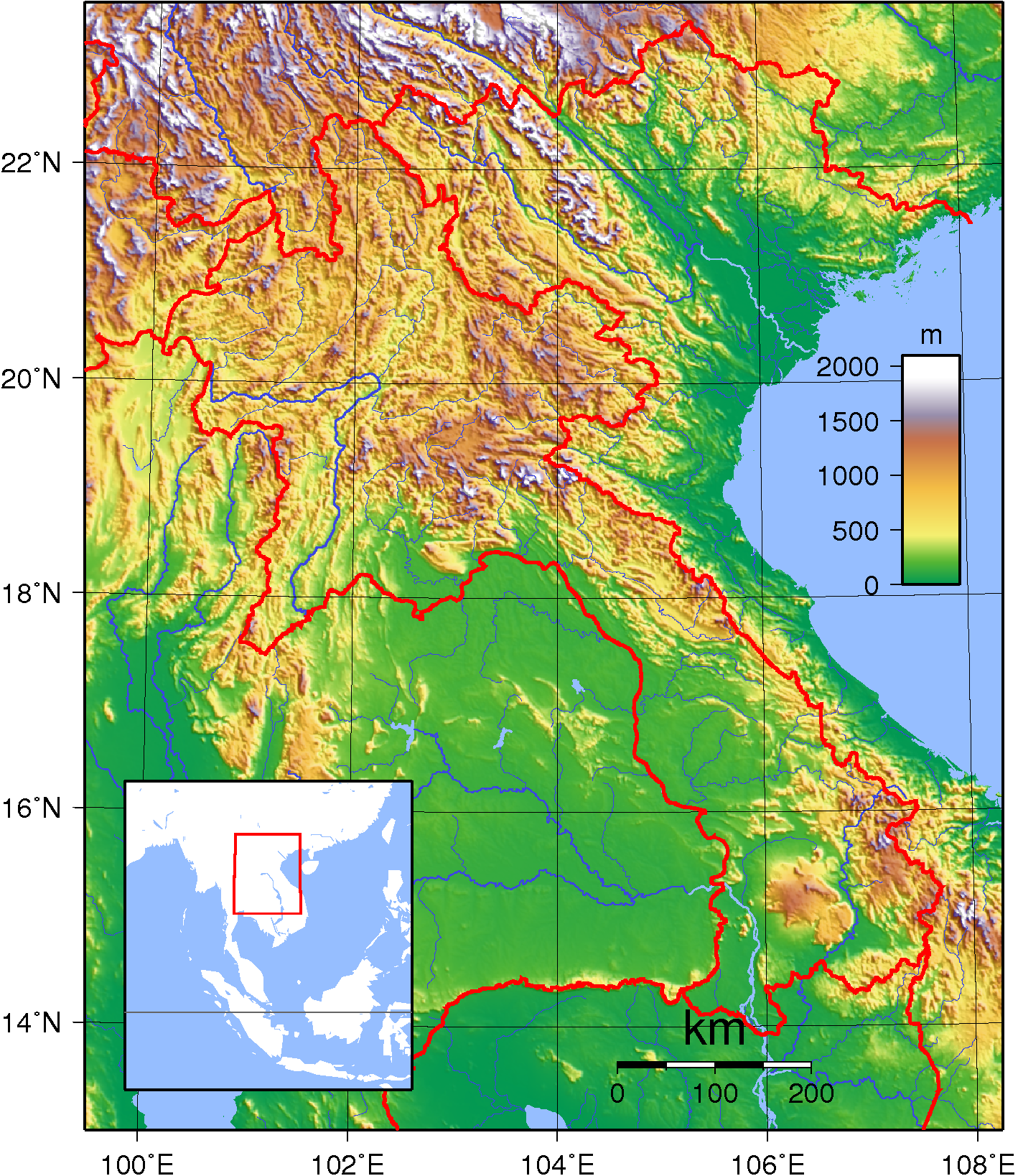
Topographie

La plus grande partie de la frontière occidentale du Laos est délimitée par le Mékong, qui est également une importante voie de communication, bien que les chutes de Khong Phapheng au sud du pays empêchent l’accès à la mer.
La frontière orientale avec le Viêt Nam s’étend sur 2 130 km, principalement le long de la cordillère annamitique. Il s’agit également d’une frontière culturelle entre la partie de l’Asie du Sud-Est sous influence culturelle chinoise et la part sous influence indienne comme le Laos et la Thaïlande.
Le relief du Laos est largement escarpé, avec des vallées étroites, et l’agriculture y est difficile. La plus grande partie du nord du pays est montagneuse à l’exception du bief de Vientiane et de la Plaine des Jarres dans la province de Xieng Khouang.
La queue de poêle qui constitue la moitié sud du Laos est plus plate, plus adaptée à la culture du riz et à l’élevage, sauf la partie orientale. Les plaines alluviales et les terrasses couvrent environ 20 % de la surface totale du pays.
Seules 4 % des terres sont cultivables. Les forêts ont sensiblement régressé depuis les années 1970. Leur recul est une cause d'érosion accrue des sols, et en aval d'envasement des cours d'eau.

## Climat
Le climat du Laos est tropical, influencé par la mousson, avec une saison humide de mai à octobre, une saison sèche froide de novembre à février et une saison sèche chaude en mars et avril.
Le plateau des Bolovens reçoit les plus importantes précipitations, avec une moyenne de 3 700 mm par an – contre 1 440 mm à Savannakhét, 1 700 mm à Vientiane et 1 360 mm à Luang Prabang. La quantité de précipitations peut cependant varier nettement d’une année à l’autre.
Les températures oscillent entre 40 °C le long du Mékong en mars et avril à 5 °C, voire moins, sur les hauteurs du Xiangkhoang et du Phôngsali en janvier.

## Ressources naturelles
Les forêts laotiennes sont une source importante de gibier, d’herbes médicinales et de bois de construction. Depuis les années 1980, le gouvernement tente de préserver ces ressources et d’en limiter l’exploitation.
Les autres ressources sont l’énergie hydraulique, le gypse, l’étain, l’or et les pierres précieuses.

## Statistiques
Exploitation du sol :
- terres arables : 3 %
- cultures permanentes : 0 %
- pâturages permanents : 3 %
- forêts : 70,6 % (170 000 km2, source : Liste des pays du monde par superficie forestière)[réf. nécessaire]

Terres irriguées :
- en saison des pluies : 2 169 km2
- en saison sèche : 750 km2

## Environnement

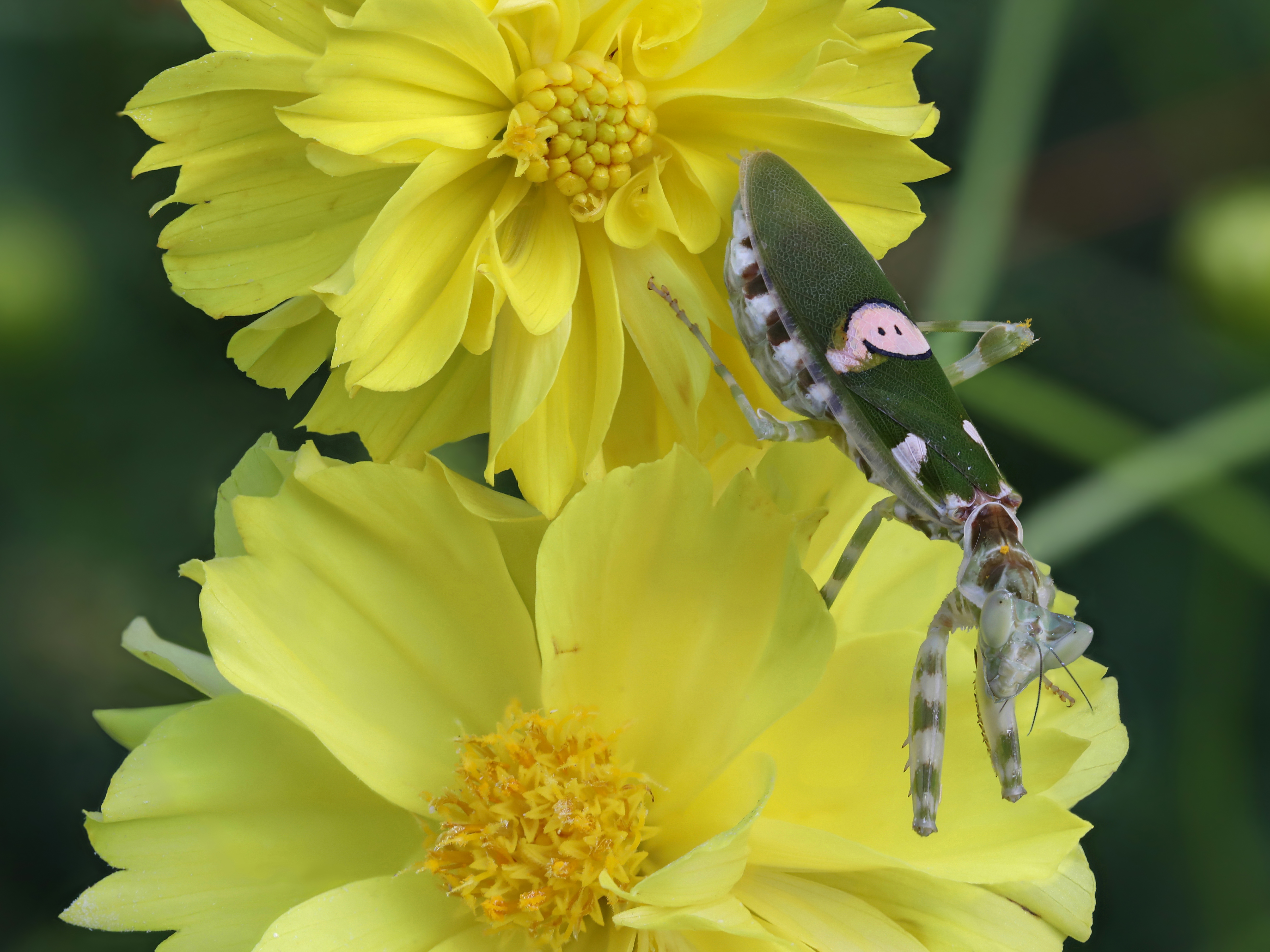
Un Creobroter gemmatus, de la famille des Mantodea, sur une Tagetes lucida, au Laos. Mai 2018.

Problèmes environnementaux : mines non explosées, déforestation, érosion, manque d’accès à l’eau potable.
Catastrophes naturelles : inondations, sécheresse, mildiou.
Traités internationaux sur l’environnement :
- Partie à: biodiversité, changements climatiques, désertification, droit de la mer, interdiction des essais nucléaires, protection de la couche d’ozone.